# Godehard Kayser
Godehard Kayser (* 6. Oktober 1954 in Berlin) ist ein promovierter deutscher Jurist, Honorarprofessor und ehemaliger Vorsitzender Richter am Bundesgerichtshof.

## Werdegang
Nach dem Abschluss seiner juristischen Ausbildung trat Godehard Kayser 1981 in den höheren Justizdienst des Landes Nordrhein-Westfalen ein. Auf Tätigkeiten als Proberichter bei den Landgerichten Dortmund und Münster sowie bei den Amtsgerichten Unna und Lünen und einer Abordnung an das Oberlandesgericht Hamm folgte 1986 seine Ernennung zum Richter am Landgericht Münster. Von 1988 bis 1991 war er als wissenschaftlicher Mitarbeiter zunächst an den Bundesgerichtshof, anschließend an das Bundesverfassungsgericht abgeordnet. Im Dezember 1991 wurde er zum Richter am Oberlandesgericht Hamm ernannt, dem er bis zu seinem Übertritt zum Bundesgerichtshof am 4. Juli 2001 angehörte. Dort wurde er dem vornehmlich für das Insolvenzrecht und für das Recht der Anwalts- und Steuerberaterhaftung zuständigen IX. Zivilsenat zugewiesen, zu dessen stellvertretendem Vorsitzenden er im April 2008 bestellt wurde. Seit dem 17. November 2010 war er Vorsitzender dieses Senats; am 30. Juni 2020 trat er in den Ruhestand ein.
Kayser gehört dem Herausgeberbeirat der Fachzeitschrift ZIP (aktueller Titel: Zeitschrift für Wirtschaftsrecht) an und ist seit 2008 Honorarprofessor an der Universität Münster sowie Mitherausgeber des Heidelberger Kommentars und des Münchener Kommentars zur Insolvenzordnung.

## Veröffentlichungen
- Zahlreiche Veröffentlichungen in Fachzeitschriften und Festschriften.
- Die Lebensversicherung in der Insolvenz des Arbeitgebers, KTS Schriften zum Insolvenzrecht Bd. 30, Heymanns, Köln 2006, ISBN 978-3-452-26409-1, zugl. Dissertation Universität Münster